# Convocazioni per la Copa América 2021
Elenco dei giocatori convocati da ciascuna nazionale partecipante alla Copa América 2021.

## Gruppo A

### Argentina
Lista dei convocati resa nota l'11 giugno 2021.
Commissario tecnico:  Lionel Scaloni
| N. | Pos. | Giocatore             | Data nascita (età)         | Pres. | Reti | Squadra             |
| -- | ---- | --------------------- | -------------------------- | ----- | ---- | ------------------- |
| 1  | P    | Franco Armani         | 16 ottobre 1986 (34 anni)  | 15    | 0    | River Plate         |
| 2  | D    | Lucas Martínez Quarta | 10 maggio 1996 (25 anni)   | 6     | 0    | Fiorentina          |
| 3  | D    | Nicolás Tagliafico    | 31 agosto 1992 (28 anni)   | 29    | 0    | Ajax                |
| 4  | D    | Gonzalo Montiel       | 1º gennaio 1997 (24 anni)  | 7     | 0    | River Plate         |
| 5  | C    | Leandro Paredes       | 29 giugno 1994 (26 anni)   | 30    | 4    | Paris Saint-Germain |
| 6  | D    | Germán Pezzella       | 27 giugno 1991 (29 anni)   | 17    | 2    | Fiorentina          |
| 7  | C    | Rodrigo de Paul       | 24 maggio 1994 (27 anni)   | 23    | 0    | Udinese             |
| 8  | D    | Marcos Acuña          | 28 ottobre 1991 (29 anni)  | 29    | 0    | Siviglia            |
| 9  | A    | Sergio Agüero         | 2 giugno 1988 (33 anni)    | 97    | 41   | Manchester City     |
| 10 | A    | Lionel Messi          | 24 giugno 1987 (33 anni)   | 144   | 72   | Barcellona          |
| 11 | C    | Ángel Di María        | 14 febbraio 1988 (33 anni) | 105   | 20   | Paris Saint-Germain |
| 12 | P    | Agustín Marchesín     | 16 marzo 1988 (33 anni)    | 8     | 0    | Porto               |
| 13 | D    | Cristian Romero       | 27 aprile 1998 (23 anni)   | 2     | 1    | Atalanta            |
| 14 | C    | Exequiel Palacios     | 5 ottobre 1998 (22 anni)   | 8     | 0    | Bayer Leverkusen    |
| 15 | A    | Nicolás González      | 6 aprile 1998 (23 anni)    | 6     | 2    | Stoccarda           |
| 16 | A    | Joaquín Correa        | 13 agosto 1994 (26 anni)   | 5     | 2    | Lazio               |
| 17 | C    | Nicolás Domínguez     | 28 giugno 1998 (22 anni)   | 8     | 1    | Bologna             |
| 18 | C    | Guido Rodríguez       | 12 aprile 1994 (27 anni)   | 10    | 0    | Real Betis          |
| 19 | D    | Nicolás Otamendi      | 12 febbraio 1988 (33 anni) | 75    | 4    | Benfica             |
| 20 | C    | Giovani Lo Celso      | 9 aprile 1996 (25 anni)    | 24    | 2    | Tottenham           |
| 21 | C    | Ángel Correa          | 9 marzo 995 (1026 anni)    | 13    | 2    | Atlético Madrid     |
| 22 | A    | Lautaro Martínez      | 22 agosto 1997 (23 anni)   | 23    | 11   | Inter               |
| 23 | P    | Emiliano Martínez     | 2 settembre 1992 (28 anni) | 2     | 0    | Aston Villa         |
| 24 | C    | Alejandro Gómez       | 15 febbraio 1988 (33 anni) | 5     | 1    | Siviglia            |
| 25 | D    | Lisandro Martínez     | 18 gennaio 1998 (23 anni)  | 2     | 0    | Ajax                |
| 26 | D    | Nahuel Molina         | 6 aprile 1998 (23 anni)    | 1     | 0    | Udinese             |
| 27 | A    | Julián Álvarez        | 31 gennaio 2000 (21 anni)  | 1     | 0    | River Plate         |
| 28 | P    | Juan Musso            | 6 maggio 1994 (27 anni)    | 1     | 0    | Udinese             |

### Bolivia
Lista dei convocati resa nota il 10 giugno 2021.
Commissario tecnico:  César Farías
| N. | Pos. | Giocatore         | Data nascita (età)         | Pres. | Reti | Squadra           |
| -- | ---- | ----------------- | -------------------------- | ----- | ---- | ----------------- |
| 1  | P    | Carlos Lampe      | 17 marzo 1987 (34 anni)    | 36    | 0    | Always Ready      |
| 2  | D    | Jairo Quinteros   | 7 febbraio 2001 (20 anni)  | 1     | 0    | Bolívar           |
| 3  | D    | José Sagredo      | 10 marzo 1994 (27 anni)    | 25    | 0    | The Strongest     |
| 4  | D    | Luis Haquín       | 15 novembre 1997 (23 anni) | 18    | 1    | Dep. Melipilla    |
| 5  | D    | Adrián Jusino     | 9 luglio 1992 (28 anni)    | 13    | 0    | Larissa           |
| 6  | C    | Leonel Justiniano | 2 luglio 1992 (28 anni)    | 30    | 1    | Bolívar           |
| 7  | C    | Juan Carlos Arce  | 10 aprile 1985 (36 anni)   | 76    | 12   | Always Ready      |
| 8  | D    | Diego Bejarano    | 24 agosto 1991 (29 anni)   | 30    | 3    | Bolívar           |
| 9  | A    | Marcelo Moreno    | 18 giugno 1987 (33 anni)   | 83    | 25   | Cruzeiro          |
| 10 | A    | Henry Vaca        | 27 gennaio 1998 (23 anni)  | 9     | 0    | Oriente Petrolero |
| 11 | A    | Rodrigo Ramallo   | 14 ottobre 1990 (30 anni)  | 20    | 3    | Always Ready      |
| 12 | P    | Rubén Cordano     | 16 ottobre 1998 (22 anni)  | 1     | 0    | Bolívar           |
| 13 | C    | Diego Wayar       | 15 ottobre 1993 (27 anni)  | 22    | 0    | The Strongest     |
| 14 | C    | Moisés Villarroel | 7 settembre 1998 (22 anni) | 2     | 0    | Wilstermann       |
| 15 | C    | Boris Cespedes    | 19 giugno 1995 (25 anni)   | 4     | 1    | Servette          |
| 16 | C    | Erwin Saavedra    | 22 febbraio 1996 (25 anni) | 25    | 2    | Bolívar           |
| 17 | C    | Roberto Fernández | 12 luglio 1999 (21 anni)   | 7     | 0    | Bolívar           |
| 18 | A    | Gilbert Álvarez   | 4 luglio 1992 (28 anni)    | 28    | 5    | Wilstermann       |
| 19 | D    | Enrique Flores    | 1º febbraio 1994 (27 anni) | 13    | 0    | Always Ready      |
| 20 | C    | Ramiro Vaca       | 1º luglio 1999 (21 anni)   | 8     | 1    | The Strongest     |
| 21 | C    | Erwin Sánchez     | 23 luglio 1992 (28 anni)   | 5     | 0    | Blooming          |
| 22 | C    | Danny Bejarano    | 3 gennaio 1994 (27 anni)   | 27    | 0    | Lamia             |
| 23 | P    | Javier Rojas      | 14 gennaio 1996 (25 anni)  | 1     | 0    | Bolívar           |
| 24 | A    | Jaume Cuéllar     | 23 agosto 2001 (19 anni)   | 0     | 0    | SPAL              |
| 25 | A    | Jeyson Chura      | 3 febbraio 2002 (19 anni)  | 0     | 0    | The Strongest     |
| 26 | D    | Luis René Barboza | 3 aprile 1993 (28 anni)    | 0     | 0    | Aurora            |
| 27 | D    | Oscar Ribera      | 10 febbraio 1992 (29 anni) | 13    | 0    | Blooming          |

### Uruguay
Lista dei convocati resa nota il 10 giugno 2021.
Commissario tecnico:  Óscar Tabárez
| N. | Pos. | Giocatore              | Data nascita (età)          | Pres. | Reti | Squadra          |
| -- | ---- | ---------------------- | --------------------------- | ----- | ---- | ---------------- |
| 1  | P    | Fernando Muslera       | 16 giugno 1986 (34 anni)    | 118   | 0    | Galatasaray      |
| 2  | D    | José Giménez           | 20 gennaio 1995 (26 anni)   | 62    | 8    | Atlético Madrid  |
| 3  | D    | Diego Godín            | 16 febbraio 1986 (35 anni)  | 141   | 8    | Cagliari         |
| 4  | D    | Ronald Araújo          | 7 marzo 1999 (22 anni)      | 1     | 0    | Barcellona       |
| 5  | C    | Matías Vecino          | 24 agosto 1991 (29 anni)    | 43    | 3    | Inter            |
| 6  | C    | Rodrigo Bentancur      | 25 giugno 1997 (23 anni)    | 34    | 0    | Juventus         |
| 7  | C    | Nicolás De La Cruz     | 1º giugno 1997 (24 anni)    | 5     | 0    | River Plate      |
| 8  | C    | Nahitan Nández         | 28 dicembre 1995 (25 anni)  | 36    | 0    | Cagliari         |
| 9  | A    | Luis Suárez            | 24 gennaio 1987 (34 anni)   | 118   | 63   | Atlético Madrid  |
| 10 | C    | Giorgian De Arrascaeta | 1º giugno 1994 (27 anni)    | 26    | 3    | Flamengo         |
| 11 | D    | Camilo Cándido         | 2 giugno 1995 (26 anni)     | 0     | 0    | Nacional         |
| 12 | P    | Martín Campaña         | 29 maggio 1989 (32 anni)    | 9     | 0    | Al-Batin         |
| 13 | D    | Giovanni González      | 20 settembre 1994 (26 anni) | 10    | 0    | Peñarol          |
| 14 | C    | Lucas Torreira         | 11 febbraio 1996 (25 anni)  | 28    | 0    | Atlético Madrid  |
| 15 | C    | Federico Valverde      | 22 luglio 1998 (22 anni)    | 24    | 2    | Real Madrid      |
| 16 | A    | Brian Rodríguez        | 20 maggio 2000 (21 anni)    | 10    | 3    | Almería          |
| 17 | D    | Matías Viña            | 9 novembre 1997 (23 anni)   | 11    | 0    | Palmeiras        |
| 18 | A    | Maxi Gómez             | 14 agosto 1996 (24 anni)    | 19    | 3    | Valencia         |
| 19 | D    | Sebastián Coates       | 7 ottobre 1990 (30 anni)    | 40    | 1    | Sporting Lisbona |
| 20 | A    | Jonathan Rodríguez     | 6 luglio 1993 (27 anni)     | 26    | 3    | Cruz Azul        |
| 21 | A    | Edinson Cavani         | 14 febbraio 1987 (34 anni)  | 118   | 51   | Manchester Utd   |
| 22 | D    | Martín Cáceres         | 7 aprile 1987 (34 anni)     | 104   | 4    | Fiorentina       |
| 23 | P    | Sergio Rochet          | 23 marzo 1993 (28 anni)     | 0     | 0    | Nacional         |
| 24 | C    | Fernando Gorriarán     | 27 novembre 1994 (26 anni)  | 1     | 0    | Santos Laguna    |
| 25 | A    | Facundo Torres         | 13 aprile 2000 (21 anni)    | 2     | 0    | Peñarol          |
| 26 | A    | Brian Ocampo           | 25 giugno 1999 (21 anni)    | 0     | 0    | Nacional         |

### Cile
Lista dei convocati resa nota il 10 giugno 2021. Dopo l'ultima partita del girone eliminatorio, il 27 giugno Guillermo Maripán è stato sostituito da Diego Valencia per infortunio.
Commissario tecnico:  Martín Lasarte
| N. | Pos. | Giocatore           | Data nascita (età)          | Pres. | Reti | Squadra              |
| -- | ---- | ------------------- | --------------------------- | ----- | ---- | -------------------- |
| 1  | P    | Claudio Bravo       | 13 aprile 1983 (38 anni)    | 128   | 0    | Real Betis           |
| 2  | D    | Eugenio Mena        | 18 luglio 1988 (32 anni)    | 58    | 3    | Racing Club          |
| 3  | D    | Guillermo Maripán   | 6 maggio 1994 (27 anni)     | 28    | 2    | Monaco               |
| 3  | A    | Diego Valencia      | 14 gennaio 2000 (21 anni)   | 0     | 0    | Universidad Católica |
| 4  | D    | Mauricio Isla       | 12 giugno 1988 (33 anni)    | 120   | 4    | Flamengo             |
| 5  | D    | Enzo Roco           | 16 agosto 1992 (28 anni)    | 25    | 1    | Fatih Karagümrük     |
| 6  | D    | Francisco Sierralta | 6 maggio 1997 (24 anni)     | 5     | 0    | Watford              |
| 7  | C    | César Pinares       | 23 maggio 1991 (30 anni)    | 15    | 1    | Grêmio               |
| 8  | C    | Arturo Vidal        | 22 maggio 1987 (34 anni)    | 119   | 32   | Inter                |
| 9  | A    | Jean Meneses        | 16 marzo 1993 (28 anni)     | 7     | 2    | León                 |
| 10 | A    | Alexis Sánchez      | 19 dicembre 1988 (32 anni)  | 138   | 46   | Inter                |
| 11 | A    | Eduardo Vargas      | 20 novembre 1989 (31 anni)  | 95    | 38   | Atlético Mineiro     |
| 12 | P    | Gabriel Arias       | 13 settembre 1987 (33 anni) | 13    | 0    | Racing Club          |
| 13 | C    | Erick Pulgar        | 15 gennaio 1994 (27 anni)   | 28    | 2    | Fiorentina           |
| 14 | C    | Pablo Galdames      | 30 dicembre 1996 (24 anni)  | 4     | 0    | Vélez Sarsfield      |
| 15 | D    | Daniel González     | 20 febbraio 2002 (19 anni)  | 1     | 0    | Santiago Wanderers   |
| 16 | A    | Felipe Mora         | 2 agosto 1993 (27 anni)     | 8     | 1    | Portland Timbers     |
| 17 | D    | Gary Medel          | 3 agosto 1987 (33 anni)     | 129   | 7    | Bologna              |
| 18 | D    | Sebastián Vegas     | 4 dicembre 1996 (24 anni)   | 12    | 1    | Monterrey            |
| 19 | C    | Tomás Alarcón       | 19 gennaio 1999 (22 anni)   | 3     | 0    | O'Higgins            |
| 20 | C    | Charles Aránguiz    | 17 aprile 1989 (32 anni)    | 82    | 7    | Bayer Leverkusen     |
| 21 | A    | Carlos Palacios     | 20 luglio 2000 (20 anni)    | 3     | 0    | Internacional        |
| 22 | A    | Ben Brereton        | 18 aprile 1999 (22 anni)    | 0     | 0    | Blackburn            |
| 23 | P    | Gabriel Castellón   | 8 settembre 1993 (27 anni)  | 0     | 0    | Huachipato           |
| 24 | A    | Luciano Arriagada   | 20 aprile 2002 (19 anni)    | 0     | 0    | Colo-Colo            |
| 25 | C    | Marcelino Núñez     | 1º marzo 2000 (21 anni)     | 0     | 0    | Universidad Católica |
| 26 | A    | Clemente Montes     | 25 aprile 2001 (20 anni)    | 1     | 0    | Universidad Católica |
| 27 | C    | Pablo Aránguiz      | 17 marzo 1997 (24 anni)     | 0     | 0    | Universidad de Chile |
| 28 | C    | Claudio Baeza       | 23 dicembre 1993 (27 anni)  | 8     | 0    | Toluca               |

### Paraguay
Lista dei convocati resa nota il 10 giugno 2021.
Commissario tecnico:  Eduardo Berizzo
| N. | Pos. | Giocatore             | Data nascita (età)         | Pres. | Reti | Squadra            |
| -- | ---- | --------------------- | -------------------------- | ----- | ---- | ------------------ |
| 1  | P    | Antony Silva          | 27 febbraio 1984 (37 anni) | 33    | 0    | Puebla             |
| 2  | D    | Robert Rojas          | 30 aprile 1996 (25 anni)   | 6     | 1    | River Plate        |
| 3  | D    | Omar Alderete         | 26 dicembre 1996 (24 anni) | 4     | 0    | Hertha Berlino     |
| 4  | D    | Fabián Balbuena       | 23 agosto 1991 (29 anni)   | 18    | 0    | West Ham Utd       |
| 5  | C    | Gastón Giménez        | 27 luglio 1991 (29 anni)   | 5     | 1    | Chicago Fire       |
| 6  | D    | Júnior Alonso         | 9 febbraio 1993 (28 anni)  | 32    | 1    | Atlético Mineiro   |
| 7  | A    | Carlos González       | 3 febbraio 1993 (28 anni)  | 1     | 0    | Tigres UANL        |
| 8  | C    | Richard Sánchez       | 29 marzo 1996 (25 anni)    | 15    | 1    | América            |
| 9  | A    | Gabriel Ávalos        | 12 ottobre 1990 (30 anni)  | 1     | 0    | Argentinos Juniors |
| 10 | A    | Miguel Almirón        | 10 febbraio 1994 (27 anni) | 30    | 2    | Newcastle Utd      |
| 11 | A    | Ángel Romero          | 4 luglio 1992 (28 anni)    | 25    | 6    | San Lorenzo        |
| 12 | P    | Alfredo Aguilar       | 18 luglio 1988 (32 anni)   | 2     | 0    | Olimpia            |
| 13 | D    | Alberto Espínola      | 8 febbraio 1991 (30 anni)  | 3     | 0    | Cerro Porteño      |
| 14 | C    | Adrián Cubas          | 22 maggio 1996 (25 anni)   | 3     | 0    | Nîmes              |
| 15 | D    | Gustavo Gómez         | 6 maggio 1993 (28 anni)    | 46    | 3    | Palmeiras          |
| 16 | C    | Ángel Cardozo         | 19 ottobre 1994 (26 anni)  | 5     | 0    | Cerro Porteño      |
| 17 | C    | Alejandro Romero      | 11 gennaio 1995 (26 anni)  | 6     | 3    | Al-Taawoun         |
| 18 | A    | Braian Samudio        | 23 dicembre 1995 (25 anni) | 4     | 0    | Çaykur Rizespor    |
| 19 | D    | Santiago Arzamendia   | 5 maggio 1998 (23 anni)    | 9     | 0    | Cerro Porteño      |
| 20 | A    | Antonio Bareiro       | 24 aprile 1989 (32 anni)   | 5     | 1    | Libertad           |
| 21 | C    | Óscar Romero          | 4 luglio 1992 (28 anni)    | 47    | 4    | San Lorenzo        |
| 22 | P    | Gerardo Ortíz         | 25 marzo 1989 (32 anni)    | 0     | 0    | Once Caldas        |
| 23 | C    | Mathías Villasanti    | 24 gennaio 1997 (24 anni)  | 9     | 0    | Cerro Porteño      |
| 24 | D    | David Martínez        | 21 gennaio 1998 (23 anni)  | 0     | 0    | River Plate        |
| 25 | C    | Braian Ojeda          | 27 giugno 2000 (20 anni)   | 0     | 0    | Olimpia            |
| 26 | C    | Robert Piris Da Motta | 26 luglio 1994 (26 anni)   | 6     | 0    | Flamengo           |
| 27 | C    | Jorge Morel           | 22 gennaio 1998 (23 anni)  | 4     | 0    | Guarani            |
| 28 | A    | Julio Enciso          | 23 gennaio 2004 (17 anni)  | 0     | 0    | Libertad           |

## Gruppo B

### Brasile
Lista dei convocati resa nota il 9 giugno 2021. Dopo la seconda partita del girone eliminatorio, il 26 giugno Felipe è stato sostituito da Léo Ortiz per infortunio.
Commissario tecnico:  Tite
| N. | Pos. | Giocatore       | Data nascita (età)          | Pres. | Reti | Squadra             |
| -- | ---- | --------------- | --------------------------- | ----- | ---- | ------------------- |
| 1  | P    | Alisson         | 2 ottobre 1992 (28 anni)    | 45    | 0    | Liverpool           |
| 2  | D    | Danilo          | 15 luglio 1991 (29 anni)    | 31    | 1    | Juventus            |
| 3  | D    | Thiago Silva    | 22 settembre 1984 (36 anni) | 93    | 7    | Chelsea             |
| 4  | D    | Marquinhos      | 14 maggio 1994 (27 anni)    | 53    | 2    | Paris Saint-Germain |
| 5  | C    | Casemiro        | 23 febbraio 1992 (29 anni)  | 50    | 3    | Real Madrid         |
| 6  | D    | Alex Sandro     | 26 gennaio 1991 (30 anni)   | 25    | 1    | Juventus            |
| 7  | A    | Richarlison     | 10 maggio 1997 (24 anni)    | 25    | 9    | Everton             |
| 8  | C    | Fred            | 5 marzo 1993 (28 anni)      | 13    | 0    | Manchester Utd      |
| 9  | A    | Gabriel Jesus   | 3 aprile 1997 (24 anni)     | 43    | 18   | Manchester City     |
| 10 | A    | Neymar          | 5 febbraio 1992 (29 anni)   | 105   | 66   | Paris Saint-Germain |
| 11 | C    | Éverton Ribeiro | 10 aprile 1989 (32 anni)    | 10    | 0    | Flamengo            |
| 12 | P    | Weverton        | 13 dicembre 1987 (33 anni)  | 4     | 0    | Palmeiras           |
| 13 | D    | Emerson         | 14 gennaio 1999 (22 anni)   | 1     | 0    | Real Betis          |
| 14 | D    | Éder Militão    | 18 gennaio 1998 (23 anni)   | 10    | 0    | Real Madrid         |
| 15 | C    | Fabinho         | 23 ottobre 1993 (27 anni)   | 13    | 0    | Liverpool           |
| 16 | D    | Renan Lodi      | 8 aprile 1998 (23 anni)     | 8     | 0    | Atlético Madrid     |
| 17 | C    | Lucas Paquetá   | 27 agosto 1997 (23 anni)    | 15    | 3    | Olympique Lione     |
| 18 | A    | Vinícius Júnior | 12 luglio 2000 (20 anni)    | 1     | 0    | Real Madrid         |
| 19 | A    | Everton         | 22 marzo 1996 (25 anni)     | 19    | 3    | Benfica             |
| 20 | A    | Roberto Firmino | 2 ottobre 1991 (29 anni)    | 50    | 16   | Liverpool           |
| 21 | A    | Gabriel Barbosa | 30 agosto 1996 (24 anni)    | 7     | 2    | Flamengo            |
| 22 | D    | Felipe          | 16 maggio 1989 (32 anni)    | 2     | 0    | Atlético Madrid     |
| 22 | D    | Léo Ortiz       | 3 gennaio 1996 (25 anni)    | 0     | 0    | RB Bragantino       |
| 23 | P    | Ederson         | 17 agosto 1993 (27 anni)    | 12    | 0    | Manchester City     |
| 25 | C    | Douglas Luiz    | 9 maggio 1998 (23 anni)     | 6     | 0    | Aston Villa         |

### Colombia
Lista dei convocati resa nota il 10 giugno 2021. Il 15 giugno Juan Ferney Otero è stato sostituito da Frank Fabra perché positivo al SARS-CoV-2.
Commissario tecnico:  Reinaldo Rueda
| N. | Pos. | Giocatore           | Data nascita (età)          | Pres. | Reti | Squadra               |
| -- | ---- | ------------------- | --------------------------- | ----- | ---- | --------------------- |
| 1  | P    | David Ospina        | 31 agosto 1988 (32 anni)    | 107   | 0    | Napoli                |
| 2  | D    | Stefan Medina       | 14 giugno 1992 (28 anni)    | 23    | 0    | Monterrey             |
| 3  | D    | Óscar Murillo       | 18 aprile 1988 (33 anni)    | 17    | 0    | Pachuca               |
| 4  | D    | Carlos Cuesta       | 9 marzo 1999 (22 anni)      | 0     | 0    | Genk                  |
| 5  | C    | Wílmar Barrios      | 16 ottobre 1993 (27 anni)   | 35    | 0    | Zenit San Pietroburgo |
| 6  | D    | William Tesillo     | 2 febbraio 1990 (31 anni)   | 15    | 1    | León                  |
| 7  | A    | Duván Zapata        | 1º aprile 1991 (30 anni)    | 22    | 4    | Atalanta              |
| 8  | C    | Gustavo Cuéllar     | 14 ottobre 1992 (28 anni)   | 9     | 1    | Al-Hilal              |
| 9  | A    | Luis Muriel         | 16 aprile 1991 (30 anni)    | 38    | 8    | Atalanta              |
| 10 | C    | Edwin Cardona       | 8 dicembre 1992 (28 anni)   | 41    | 5    | Boca Juniors          |
| 11 | C    | Juan Cuadrado       | 26 maggio 1988 (33 anni)    | 96    | 8    | Juventus              |
| 12 | P    | Camilo Vargas       | 9 marzo 1989 (32 anni)      | 9     | 0    | Atlas                 |
| 13 | D    | Yerry Mina          | 23 settembre 1994 (26 anni) | 28    | 7    | Everton               |
| 14 | A    | Luis Díaz           | 13 gennaio 1997 (24 anni)   | 18    | 2    | Porto                 |
| 15 | C    | Mateus Uribe        | 21 marzo 1991 (30 anni)     | 30    | 4    | Porto                 |
| 16 | D    | Daniel Muñoz        | 25 maggio 1996 (25 anni)    | 1     | 0    | Genk                  |
| 17 | C    | Yairo Moreno        | 4 aprile 1995 (26 anni)     | 8     | 0    | Pachuca               |
| 18 | A    | Rafael Santos Borré | 15 settembre 1995 (25 anni) | 3     | 0    | River Plate           |
| 19 | A    | Miguel Borja        | 26 gennaio 1993 (28 anni)   | 12    | 4    | Atlético Junior       |
| 20 | A    | Leandro Campaz      | 24 maggio 2000 (21 anni)    | 0     | 0    | Deportes Tolima       |
| 21 | C    | Sebastián Pérez     | 29 marzo 1993 (28 anni)     | 8     | 1    | Boavista              |
| 22 | P    | Aldair Quintana     | 11 luglio 1994 (26 anni)    | 0     | 0    | Atlético Nacional     |
| 23 | D    | Davinson Sánchez    | 12 giugno 1996 (25 anni)    | 34    | 0    | Tottenham             |
| 24 | D    | Jhon Lucumí         | 26 giugno 1998 (22 anni)    | 4     | 0    | Genk                  |
| 25 | C    | Baldomero Perlaza   | 25 giugno 1992 (28 anni)    | 0     | 0    | Atlético Nacional     |
| 26 | D    | Frank Fabra         | 22 febbraio 1991 (30 anni)  | 22    | 1    | Boca Juniors          |
| 27 | A    | Alfredo Morelos     | 21 giugno 1996 (24 anni)    | 10    | 1    | Rangers               |
| 28 | A    | Yimmi Chará         | 2 aprile 1991 (30 anni)     | 10    | 1    | Portland Timbers      |

### Venezuela
Lista dei convocati resa nota il 10 giugno 2021. Il 12 giugno Tomás Rincón e Rafael Romo sono stati sostituiti da Francisco La Mantía e Luis Romero perché positivi al SARS-CoV-2. Dopo il primo incontro, il 17 giugno Jhon Chancellor e Jhon Murillo sono stati sostituiti da José Velázquez and Jan Carlos Hurtado perché positivi al SARS-CoV-2.
Commissario tecnico:  José Peseiro
| N. | Pos. | Giocatore             | Data nascita (età)          | Pres. | Reti | Squadra              |
| -- | ---- | --------------------- | --------------------------- | ----- | ---- | -------------------- |
| 1  | P    | Wuilker Faríñez       | 15 febbraio 1998 (23 anni)  | 26    | 0    | Lens                 |
| 2  | D    | Nahuel Ferraresi      | 19 novembre 1998 (22 anni)  | 4     | 0    | Moreirense           |
| 3  | D    | Mikel Villanueva      | 14 aprile 1993 (28 anni)    | 27    | 2    | Santa Clara          |
| 4  | D    | Jhon Chancellor       | 2 gennaio 1992 (29 anni)    | 20    | 1    | Brescia              |
| 4  | D    | José Velázquez        | 8 settembre 1990 (30 anni)  | 25    | 3    | Arouca               |
| 5  | C    | Júnior Moreno         | 20 luglio 1993 (27 anni)    | 24    | 1    | D.C. United          |
| 6  | C    | Yangel Herrera        | 7 gennaio 1998 (23 anni)    | 21    | 2    | Granada              |
| 7  | C    | Jefferson Savarino    | 11 novembre 1996 (24 anni)  | 18    | 1    | Atlético Mineiro     |
| 8  | D    | Francisco La Mantía   | 24 febbraio 1996 (25 anni)  | 1     | 0    | Dep. La Guaira       |
| 9  | A    | Fernando Aristeguieta | 9 aprile 1992 (29 anni)     | 21    | 1    | Mazatlán             |
| 10 | C    | Yeferson Soteldo      | 30 giugno 1997 (23 anni)    | 18    | 1    | Toronto FC           |
| 11 | A    | Sergio Córdova        | 9 agosto 1997 (23 anni)     | 10    | 0    | Arminia Bielefeld    |
| 12 | P    | Joel Graterol         | 13 febbraio 1997 (24 anni)  | 2     | 0    | América de Cali      |
| 13 | C    | José Andrés Martínez  | 7 settembre 1994 (26 anni)  | 1     | 0    | Philadelphia Union   |
| 14 | D    | Luis Mago             | 15 settembre 1994 (26 anni) | 12    | 2    | Universidad de Chile |
| 15 | C    | Jhon Murillo          | 21 novembre 1995 (25 anni)  | 31    | 4    | Tondela              |
| 15 | C    | Jan Carlos Hurtado    | 5 marzo 2000 (21 anni)      | 3     | 0    | RB Bragantino        |
| 16 | D    | Roberto Rosales       | 20 novembre 1988 (32 anni)  | 86    | 1    | Leganés              |
| 17 | A    | Josef Martínez        | 19 maggio 1993 (28 anni)    | 53    | 11   | Atlanta United       |
| 18 | C    | Rómulo Otero          | 9 novembre 1992 (28 anni)   | 39    | 6    | Corinthians          |
| 19 | A    | Jhonder Cádiz         | 29 luglio 1995 (25 anni)    | 4     | 0    | Nashville            |
| 20 | D    | Ronald Hernández      | 21 settembre 1997 (23 anni) | 17    | 0    | Atlanta United       |
| 21 | D    | Alexander González    | 13 settembre 1992 (28 anni) | 50    | 1    | Malaga               |
| 22 | P    | Luis Romero           | 16 novembre 1990 (30 anni)  | 0     | 0    | Portuguesa           |
| 23 | C    | Cristian Cásseres Jr. | 20 gennaio 2000 (21 anni)   | 6     | 0    | N.Y. Red Bulls       |
| 24 | C    | Bernaldo Manzano      | 2 luglio 1990 (30 anni)     | 3     | 0    | Deportivo Lara       |
| 25 | C    | Richard Celis         | 23 aprile 1996 (25 anni)    | 1     | 0    | Caracas              |
| 26 | C    | Edson Castillo        | 18 maggio 1994 (27 anni)    | 0     | 0    | Caracas              |
| 27 | D    | Yohan Cumana          | 8 marzo 1996 (25 anni)      | 0     | 0    | Dep. La Guaira       |
| 28 | D    | Adrián Martínez       | 14 luglio 1993 (27 anni)    | 0     | 0    | Dep. La Guaira       |

### Ecuador
Lista dei convocati resa nota il 9 giugno 2021. Dopo la terza partita del girone eliminatorio, il 29 giugno Damián Díaz è stato sostituito da Carlos Gruezo perché positivo al SARS-CoV-2.
Commissario tecnico:  Gustavo Alfaro
| N. | Pos. | Giocatore           | Data nascita (età)          | Pres. | Reti | Squadra                 |
| -- | ---- | ------------------- | --------------------------- | ----- | ---- | ----------------------- |
| 1  | P    | Hernán Galíndez     | 30 marzo 1987 (34 anni)     | 0     | 0    | Universidad Católica    |
| 2  | D    | Félix Torres        | 11 gennaio 1997 (24 anni)   | 4     | 0    | Santos Laguna           |
| 3  | D    | Piero Hincapié      | 9 gennaio 2002 (19 anni)    | 0     | 0    | Talleres (C)            |
| 4  | D    | Robert Arboleda     | 22 ottobre 1991 (29 anni)   | 22    | 2    | San Paolo               |
| 5  | C    | Dixon Arroyo        | 1º giugno 1992 (29 anni)    | 1     | 0    | Emelec                  |
| 6  | C    | Christian Noboa     | 9 aprile 1985 (36 anni)     | 78    | 4    | Soči                    |
| 7  | D    | Pervis Estupiñán    | 21 gennaio 1998 (23 anni)   | 7     | 1    | Villarreal              |
| 8  | C    | Fidel Martínez      | 15 febbraio 1990 (31 anni)  | 33    | 8    | Club Tijuana            |
| 9  | A    | Leonardo Campana    | 24 luglio 2000 (20 anni)    | 6     | 0    | Famalicão               |
| 10 | C    | Damián Díaz         | 1º maggio 1986 (35 anni)    | 2     | 0    | Barcelona SC            |
| 10 | C    | Carlos Gruezo       | 19 aprile 1995 (26 anni)    | 29    | 1    | Augusta                 |
| 11 | A    | Michael Estrada     | 7 aprile 1996 (25 anni)     | 15    | 4    | Toluca                  |
| 12 | P    | Pedro Ortíz         | 19 febbraio 1990 (31 anni)  | 2     | 0    | Emelec                  |
| 13 | A    | Enner Valencia      | 4 novembre 1989 (31 anni)   | 57    | 31   | Fenerbahçe              |
| 14 | D    | Xavier Arreaga      | 28 settembre 1994 (26 anni) | 12    | 1    | Seattle Sounders        |
| 15 | C    | Ángel Mena          | 21 gennaio 1988 (33 anni)   | 27    | 6    | León                    |
| 16 | D    | Mario Pineida       | 6 luglio 1992 (28 anni)     | 9     | 0    | Barcelona SC            |
| 17 | D    | Angelo Preciado     | 18 febbraio 1998 (23 anni)  | 8     | 0    | Genk                    |
| 18 | C    | Ayrton Preciado     | 17 luglio 1994 (26 anni)    | 17    | 1    | Santos Laguna           |
| 19 | C    | Gonzalo Plata       | 11 gennaio 2000 (21 anni)   | 10    | 4    | Sporting Lisbona        |
| 20 | C    | Jhegson Méndez      | 26 aprile 1997 (24 anni)    | 18    | 0    | Orlando City            |
| 21 | C    | Alan Franco         | 21 agosto 1998 (22 anni)    | 9     | 1    | Atlético Mineiro        |
| 22 | P    | Alexander Domínguez | 5 giugno 1987 (34 anni)     | 59    | 0    | Vélez Sarsfield         |
| 23 | C    | Moisés Caicedo      | 2 novembre 2001 (19 anni)   | 5     | 1    | Brighton                |
| 24 | D    | Luis León           | 11 aprile 1993 (28 anni)    | 3     | 0    | Barcelona SC            |
| 25 | C    | José Carabalí       | 19 maggio 1997 (24 anni)    | 2     | 0    | Universidad Católica    |
| 26 | A    | Jordy Caicedo       | 18 novembre 1997 (23 anni)  | 2     | 0    | CSKA Sofia              |
| 27 | D    | Diego Palacios      | 12 luglio 1999 (21 anni)    | 6     | 0    | Los Angeles FC          |
| 28 | A    | José Andrés Hurtado | 23 dicembre 2001 (19 anni)  | 0     | 0    | Independiente del Valle |

### Perù
Lista dei convocati resa nota il 10 giugno 2021.
Commissario tecnico:  Ricardo Gareca
| N. | Pos. | Giocatore           | Data nascita (età)          | Pres. | Reti | Squadra          |
| -- | ---- | ------------------- | --------------------------- | ----- | ---- | ---------------- |
| 1  | P    | Pedro Gallese       | 23 febbraio 1990 (31 anni)  | 68    | 0    | Orlando City     |
| 2  | D    | Luis Abram          | 27 febbraio 1996 (25 anni)  | 26    | 1    | Vélez Sarsfield  |
| 3  | D    | Aldo Corzo          | 20 maggio 1989 (32 anni)    | 31    | 0    | Universitario    |
| 4  | D    | Anderson Santamaría | 10 gennaio 1992 (29 anni)   | 17    | 0    | Atlas            |
| 5  | D    | Miguel Araujo       | 24 ottobre 1994 (26 anni)   | 19    | 0    | Emmen            |
| 6  | D    | Miguel Trauco       | 25 agosto 1992 (28 anni)    | 52    | 0    | Saint-Étienne    |
| 7  | C    | Martín Távara       | 25 marzo 1999 (22 anni)     | 0     | 0    | Sporting Cristal |
| 8  | C    | Sergio Peña         | 28 settembre 1995 (25 anni) | 10    | 0    | Emmen            |
| 9  | A    | Gianluca Lapadula   | 7 febbraio 1990 (31 anni)   | 4     | 0    | Benevento        |
| 10 | C    | Christian Cueva     | 23 novembre 1991 (29 anni)  | 72    | 11   | Al-Fateh         |
| 11 | A    | Alex Valera         | 16 maggio 1996 (25 anni)    | 0     | 0    | Universitario    |
| 12 | P    | Carlos Cáceda       | 27 settembre 1991 (29 anni) | 6     | 0    | Melgar           |
| 13 | C    | Renato Tapia        | 28 luglio 1995 (25 anni)    | 58    | 4    | Celta Vigo       |
| 14 | C    | Wilder Cartagena    | 23 settembre 1994 (26 anni) | 6     | 0    | Godoy Cruz       |
| 15 | D    | Christian Ramos     | 4 novembre 1988 (32 anni)   | 77    | 3    | U. César Vallejo |
| 16 | D    | Marcos López        | 20 novembre 1999 (21 anni)  | 6     | 0    | S.J. Earthquakes |
| 17 | A    | Luis Iberico        | 6 febbraio 1998 (23 anni)   | 1     | 0    | Melgar           |
| 18 | C    | André Carrillo      | 14 giugno 1991 (29 anni)    | 70    | 9    | Al-Hilal         |
| 19 | C    | Yoshimar Yotún      | 7 aprile 1990 (31 anni)     | 98    | 3    | Cruz Azul        |
| 20 | A    | Santiago Ormeño     | 4 febbraio 1994 (27 anni)   | 0     | 0    | Puebla           |
| 21 | P    | José Carvallo       | 1º marzo 1986 (35 anni)     | 7     | 0    | Universitario    |
| 22 | D    | Alexander Callens   | 4 maggio 1992 (29 anni)     | 13    | 1    | New York City    |
| 23 | C    | Alexis Arias        | 13 dicembre 1995 (25 anni)  | 2     | 0    | Melgar           |
| 24 | C    | Raziel García       | 15 febbraio 1994 (27 anni)  | 0     | 0    | Cienciano        |
| 25 | D    | Renzo Garcés        | 12 giugno 1996 (25 anni)    | 0     | 0    | U. César Vallejo |
| 26 | D    | Jhilmar Lora        | 24 ottobre 2000 (20 anni)   | 0     | 0    | Sporting Cristal |